# 嶂上

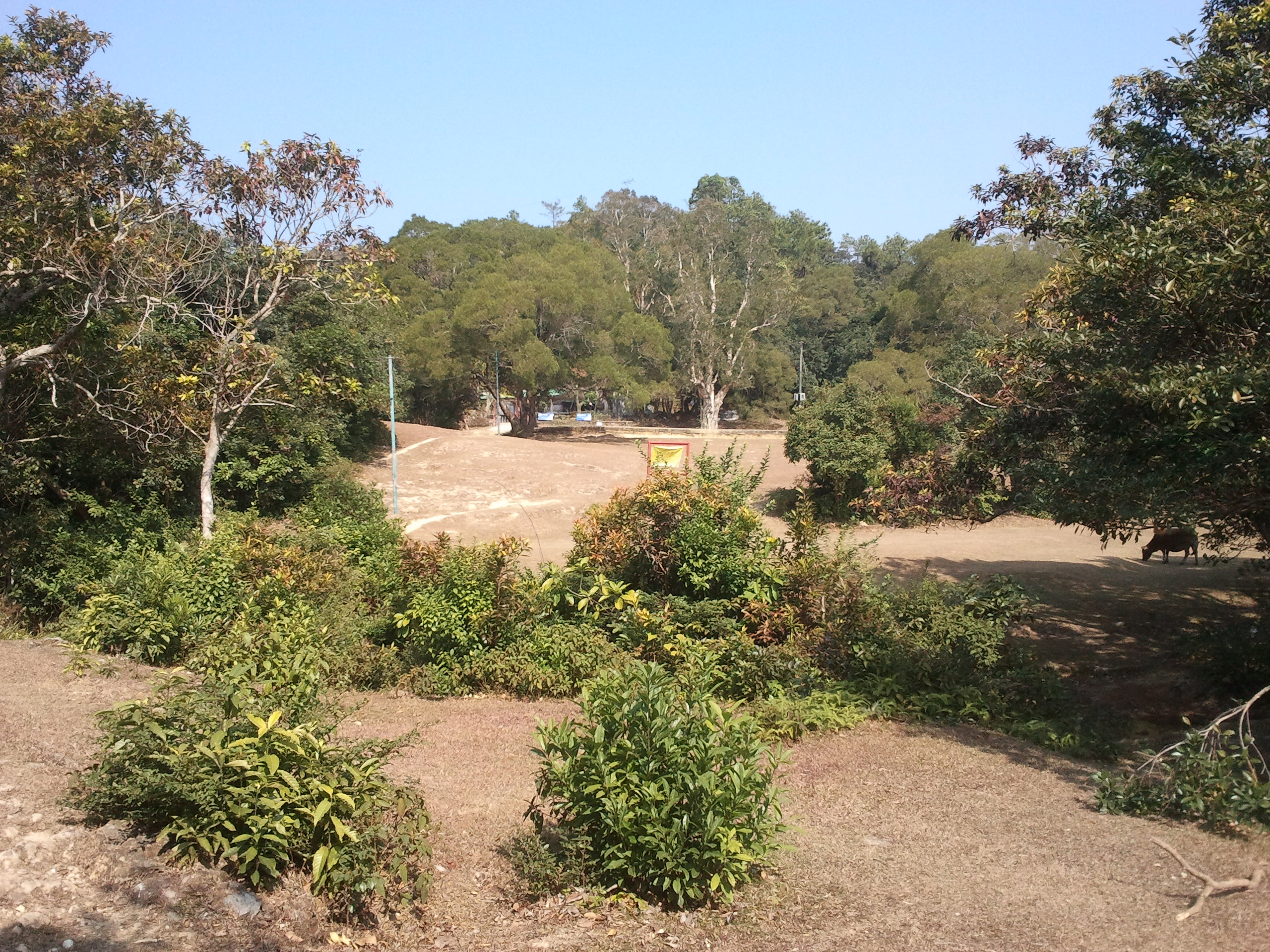
嶂上平原，遠方建筑是許林士多

嶂上（英語：Cheung Sheung）是香港新界大埔區的一個高原，位於西貢半島西貢北，石屋山、岩頭山和畫眉山之間。平均海拔高三百米。嶂上四周被西貢西郊野公園所包圍，為多個郊遊路徑所途經，包括麥理浩徑第三段、榕北走廊、嶂上郊遊徑，以及一些未命名的小徑，路徑四通八達。高原上有嶂上許林士多和漁農自然護理署的嶂上營地，有燒烤爐、檯、櫈和旱廁，因此每逢假期及遠足季節，都會十分熱鬧。嶂上村為西貢北約鄉事委員會屬下的鄉村，現時並無人定居，但有一家士多。
「嶂」字粵音讀如「障」。「嶂」字是客家話的詞語，形容高險像屏障的山，應讀陰去聲，例詞有「層巒疊嶂」。但因為此字罕用，所以衍生出很多錯誤讀音，例如有邊讀邊的「章」。

## 遠足資料
- . 山上行 www.walkonhill.com. 6月27日  [2012-10-10]. （原始内容存档于2020-06-28）.